# Brachytarsina uniformis
Brachytarsina uniformis är en tvåvingeart som beskrevs av Maa 1971. Brachytarsina uniformis ingår i släktet Brachytarsina och familjen lusflugor. Inga underarter finns listade i Catalogue of Life.